# 水越祐一
水越 祐一（みずこし ゆういち、1974年 - ）は、日本の気象予報士。オフィス気象キャスター所属。NPO法人気象キャスターネットワークの会員。

## 来歴
神奈川県横須賀市出身。京都大学理学部卒業、同大学大学院理学研究科修了。大学時代には探検部に所属していた。
大学院を修了後、1998年に日本気象協会に入社。関西支社に配属され、同年10月に関西テレビで気象キャスターデビューを果たす。
2009年、日本気象協会から気象キャスターネットワークへ移籍した。これにより、大阪での番組出演も同年3月27日が最後となった。気象キャスターネットワークへの移籍後には、主に東京で活動している。

## 出演番組
- おめざめ天気（関西テレビ）
- ニュースかんさい発（NHK大阪放送局）
- かんさいニュース1番（NHK大阪放送局）
- もっともっと関西（NHK大阪放送局） - 『もっともっと関西2!』にも引き続き出演。
- あほやねん!すきやねん! （NHK大阪放送局）
- ニューステラス関西（NHK大阪放送局）
- さてはトコトン菊水丸（MBSラジオ）
- ワイド!スクランブル（テレビ朝日）[3]